# 久松定義
久松 定義（ひさまつ さだよし、生年不詳 - 天文元年10月14日（1532年11月10日））は、戦国時代の武将。父は久松定益 。
子に久松俊勝がいる。

## 考証

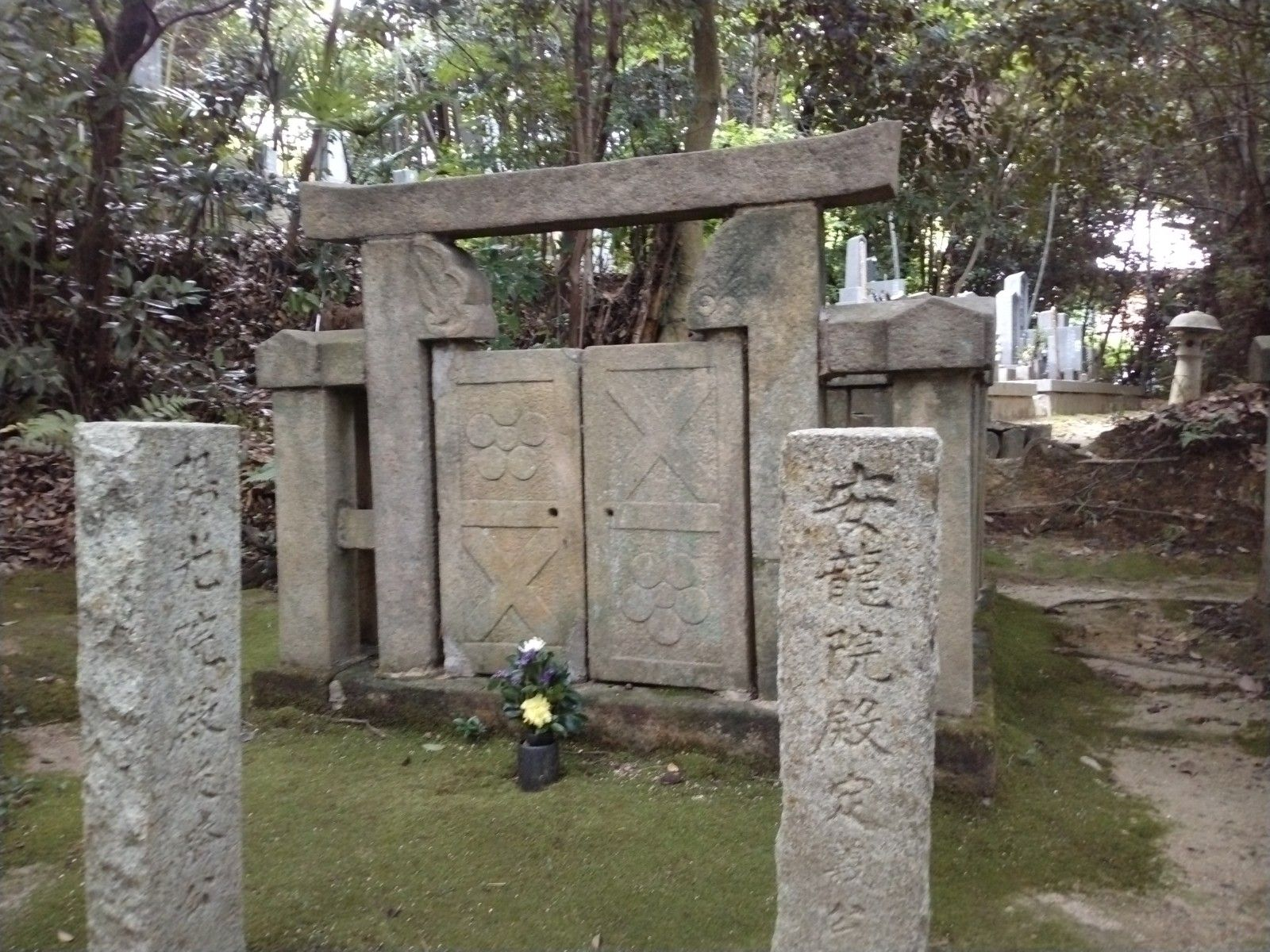
久松定義の墓(阿久比町洞雲院)

『寛永諸家系図伝』の久松松平の譜によれば、定義は初め弥次郎、後に牛丞と名乗り、弟に次郎左衛門尉（俊勝）がいるとされる。しかし別の項には定義の呼び名を次郎左衛門、その子を俊勝としている。
『寛政重修諸家譜』ではこの二つの系譜から弥次郎定義と次郎左衛門定義を同一人物と考え、弟の左衛門尉俊勝を誤記としている。墓所は阿久比町洞雲院。